# 甦れ!ウルトラマン
『甦れ!ウルトラマン』（よみがえれ ウルトラマン）は、1996年3月9日に松竹系で公開された短編映画。同時上映の『ウルトラマンゼアス』、『ウルトラマンカンパニー』と共に「ウルトラマン ワンダフルワールド」として公開された。

## 概要
『ウルトラマン』最終回「さらばウルトラマン」の後日談。ゼットンにウルトラマンが倒されてから1か月後、ウルトラマンと科特隊が、謎の宇宙人（ゼットン星人）によって操られる怪獣軍団と戦うというオリジナルストーリー。
本作品で、テレビ放送当時はカタカナ表記の苗字しか設定されていなかった科学特捜隊のメンバーの氏名が漢字表記で改めて設定された。
過去のライブフィルムを再編集し、台詞をすべて新規録音に差し替えて構成することによってまったく新しい話を作るという、非常に斬新かつ大胆な手法で製作されている。パンフレットには続編の制作を予感させるコメントが掲載されていたが、その後小林昭二が死去したため実現には至らなかった。
新規映像としてウルトラマンが分身して5人になるシーンとエネルギー切れ寸前のウルトラマンがイデが開発したミサイルで復活するシーンがある。
テレビ版ではウルトラマンが戦うほど防衛チームの存在意義が失われるというテーマが提起されたが、本作品では防衛チームが怪獣を倒すほどウルトラマンの必要性がなくなるという正反対の展開になっている。上映後の8月にVHSがセル・レンタル共リリースされたが廃盤になり、2022年現在も非ソフト化となっている。

### 『ウルトラマン』との相違点
- 『ウルトラマン』の最終回では、ウルトラマンはゼットンとの戦いに敗れた後、ウルトラマンの仲間のゾフィーがハヤタと体を分離し、地球を去るが、本作品ではウルトラマンは存命しており、ハヤタと一心同体のまま、地球に留まっている。
- 『ウルトラマン』において悪の怪獣ではなかった怪獣のウーとヒドラが、ゼットン星人配下の悪の怪獣として扱われている。『ウルトラマン』では両者とも倒されることはなかったが、本作品ではウルトラマンのスペシウム光線がヒドラに命中し、爆破する描写がある。
- 謎の宇宙人が率いる円盤部隊は『ウルトラマン』の最終回では地球総攻撃を企て飛来したゼットン星人の円盤だが、本作品ではホログラフ（立体映像）となっている。

## ストーリー
ゼットンとの戦いからストーリーは始まる。
ゼットンはムラマツ、アラシ、フジの攻撃で足止めされイデの新兵器で倒される。
それから1か月後、向かう所敵無しな科特隊に比べ、ゼットンとの戦いで深い傷を負ったウルトラマンはスランプに喘いでいた。アラシ隊員は怪獣を倒しているのは我々だとして、ウルトラマンはもう当てにしなくてもよいと言い出し、偶然それを聞いたハヤタ隊員は自分の存在理由に悩む。
その後、ハヤタ隊員はウルトラマンと一体になって手に入れた能力で怪獣総攻撃を予知するが、このことを話したら、自分がウルトラマンであることがバレてしまうかもしれないと悩んでしまう。悩んだ挙げ句ハヤタは危険を覚悟で怪獣総攻撃を話そうとするが先にイデが夢を語ったため、イデを宇宙から来たヒーローかもしれないと思う。そして謎の円盤軍が襲来。しかし、それは単なる立体映像で、その隙に科特隊本部に侵入した謎の宇宙人は岩本博士を乗っ取って本部を破壊する。謎の宇宙人は戻って来た科特隊に倒されるが、謎の断末魔を残して消える。それこそ怪獣総攻撃開始の合図だった。
断末魔と共に最初に鬼ノ台丘陵の洞窟からドドンゴが出現。ハヤタ隊員とイデ隊員が向かうと、そこにピグモンがいた。しかし、ピグモンはドドンゴが起こした落石の下敷きで死んでしまう。ピグモンの死を目の当たりにしたハヤタ隊員はベーターカプセルを見つめて、「俺は一体、何を…!」と迷いを振り切ってウルトラマンに変身、見事ドドンゴを倒した。
一方、ムラマツキャップたちはレッドキングを撃破。しかし、今度は数ヶ所で一斉に怪獣が出現。ウルトラマンは新しい分身戦法、ウルトラセパレーションを使って、それぞれの戦いに向かう。
5人に分身したウルトラマンはまず宇宙でキーラと戦い、地球でゴモラ、ヒドラ、ウー、ザンボラー、ケロニアと戦う。
ウルトラマンが各地で戦っているころ、科特隊本部を再びゼットンが襲撃。一度はハヤタ隊員の姿に戻るが、ゼットン出現を聞いて再びウルトラマンに変身。
再びゼットンと戦うウルトラマンだが、やはり苦戦を強いられる。ウルトラマンのカラータイマーが点滅した時、イデ隊員が発明したスタミナカプセルがアラシ隊員によって発射され、ウルトラマンはエネルギーを回復する。そして新技マリン・スペシウム光線で遂にゼットンを倒すのだった。
戦いが終わって喜び合う科特隊。ハヤタ隊員にも笑顔が戻った。

## ウルトラマンが使うオリジナルの必殺技
ウルトラセパレーション
エネルギーを貯めて使う分身技。劇中では5人に分身しており、当時の児童誌ではシリーズ最大級の超能力技とも評される。
マリン・スペシウム光線
イデ隊員が作ったミサイルのような物（彼曰く、ウルトラマン用のスタミナドリンクらしい）で、カラータイマーに撃ちこまれ復活した後、使えるようになった必殺技。
腕をスペシウム光線と同じように十字に組み、七色の光線を出す。ゼットンを一撃で倒すほどの威力を誇る。
イデ隊員がウルトラマンのカラータイマーに打ち込んだミサイルは、それまで赤に点滅していたカラータイマーを青にまで回復させていた。

## キャスト
- ハヤタ シン（早田進）隊員 - 黒部進
- ムラマツ トシオ（村松利夫）隊長 - 小林昭二
- イデ ミツヒロ（井出光浩）隊員 - 二瓶正也
- フジ アキコ（富士明子）隊員 - 桜井浩子
- アラシ ダイスケ（嵐大助）隊員 - 毒蝮三太夫
- 岩本博士 - 平田昭彦[8]
- ナレーター - 浦野光

### スーツアクター
- ウルトラマン - 古谷敏

## スタッフ
- 監督・編集 - 圓谷昌弘
- 共同監督 - 満田かずほ
- 脚本 - 市丸宗治、おおいとしのぶ、早川優
- 音楽 - 平岩嘉信
  - 一部原曲 - 宮内國郎
- 整音 - 浦田和治
- 音響効果 - スワラ・プロ（須藤輝義）
- エフェクト - 日本エフェクトセンター
- タイトル・オープニングCG - オムニバス・ジャパン
- 録音スタジオ - 東京テレビセンター
- レーザーキネコ・現像 - IMAGICA
- プロデューサー - 鈴木清
- 製作者 - 円谷一夫

## 主題歌
「ウルトラマンの歌」
作詞 - 東京一 / 作曲 - 宮内國郎 / 編曲 - 磯谷健 / 歌 - 森の木児童合唱団